# (10313) Vanessa-Mae
(10313) Vanessa-Mae (1990 QW17) – planetoida z pasa głównego asteroid okrążająca Słońce w ciągu 3,41 lat w średniej odległości 2,26 j.a. Odkryta 26 sierpnia 1990 roku.